# Gaetano Cingari
Gaetano Cingari (ur. 14 listopada 1926 w Reggio di Calabria, zm. 9 maja 1994 w Padwie) – włoski polityk, historyk i nauczyciel akademicki, parlamentarzysta krajowy, poseł do Parlamentu Europejskiego II i III kadencji.

## Życiorys
Urodził się w rodzinie pracownika Ferrovie dello Stato. Ukończył matematykę, a następnie również historię na Università degli Studi di Messina. Był wieloletnim nauczycielem akademickim na tej uczelni, w tym wykładowcą historii najnowszej. Był również autorem licznych publikacji naukowych o tematyce historycznej.
Od 1943 należał do Partito d'Azione, jednak po kilku latach przeszedł do Włoskiej Partii Socjalistycznej. Zasiadał w radzie miejskiej swojej rodzinnej miejscowości. W latach 1968–1972 był posłem do Izby Deputowanych V kadencji. W 1975 wybrany w skład rady regionalnej Kalabrii, został wiceprzewodniczącym rządu regionalnego i asesorem do spraw dziedzictwa kulturowego. W 1983 z ramienia socjalistów objął mandat eurodeputowanego II kadencji, wykonywał go do 1984. Bez powodzenia ubiegał się o reelekcję jako bezpartyjny kandydat na liście Włoskiej Partii Komunistycznej. Powrócił do PE w 1992, współpracując wówczas z powstałą na bazie PCI Demokratyczną Partią Lewicy. Zmarł wkrótce przed końcem III kadencji Europarlamentu.